# Шасе (Златна обала)
Шасе (фр. Chassey) насеље је и општина у источном делу централне Француске у региону Бургоња, у департману Златна обала која припада префектури Монбар.
По подацима из 2011. године у општини је живело 87 становника, а густина насељености је износила 13,08 становника/km². Општина се простире на површини од 6,65 km². Налази се на средњој надморској висини од 300 метара (максималној 449 m, а минималној 273 m).

## Демографија
| 1962. | 1968. | 1975. | 1982. | 1990. | 1999. | 2011. |
| ----- | ----- | ----- | ----- | ----- | ----- | ----- |
| 99    | 109   | 94    | 88    | 114   | 92    | 87    |

График промене броја становника у току последњих година